# Nick Weldon
Nicolas 'Nick' Weldon (Cambridge, 19 maart 1954) is een Britse jazzpianist, -componist en schrijver.

## Biografie
Weldon groeide op in een inspirerende omgeving: zijn moeder is de schrijfster Fay Weldon, zijn vader is de acteur en folkzanger Colyn Davies. Zijn stiefvader speelde trompet en introduceerde hem in de jazz. Hij speelde piano vanaf 11-jarige leeftijd en leerde ook gitaar spelen. Hij studeerde Romaanse studies en filosofie aan de Universiteit van Keele en woonde vervolgens in Frankrijk, waar hij werkte als opgeleide chef-kok in Amiens en speelde met lokale muzikanten. In 1979 verhuisde hij naar Londen, waar hij zich vestigde als professionele muzikant, zijn eigen trio leidde en speelde met Joe Jackson. In de jaren 1980 werkte hij met Art Themen, Harry Beckett, Tommy Chase, Jim Mullen, Chris Hodgkins/Max Brittain, Don Weller/Bryan Spring en Kathy Stobart. Met zijn eigen trio begeleidde hij reizende solisten als Sonny Stitt, Bobby Watson, Teddy Edwards, Johnny Griffin en Jimmy Witherspoon. Hij werkte ook samen met Peter Ind, met wie hij ook optrad met Dewey Redman, Sheila Jordan en Harold Land. Hij maakt ook deel uit van het kwartet van Paul Crumly.
Weldon was ook actief als componist en schreef de muziek voor een stuk, dat gebaseerd was op zijn moeders boek Puffball. Hij creëerde ook het hoorspel Laura Mae and the Olivardies (1994) en schreef ook de novelle Idristan en teksten als Lavender's Blue (opgenomen door Christine Tobin en Claire Martin) en People We Once Knew, het titelnummer op het eerste album van zijn vrouw, zangeres Andra Sparks. Weldon is professor aan het Trinity College of Music en het Royal Welsh College of Music and Drama.

## Discografie
- 1994: Lavender's Blue(met Andrew Cleyndert, Paul Clarvis)
- 1999: Live At The Albert (met Andrew Cleyndert, Paul Clarvis)